# Maniac (album de Mass Hysteria)
Pour les articles homonymes, voir Maniac.
Albums de Mass Hysteria
Le Trianon
(2016) Tenace
(2023)
Maniac est le neuvième album studio du groupe de metal industriel français Mass Hysteria, est sorti le 26 octobre 2018.
Album produit par Frédéric Duquesne (Watcha) à la guitare. Masterisé par Ted Jensen. Visuels par Eric Canto.

## Liste des morceaux
| No  | Titre                        | Durée |
| --- | ---------------------------- | ----- |
| 1.  | Reprendre mes esprits        | 2:51  |
| 2.  | Ma niaque                    | 2:59  |
| 3.  | Partager nos ombres          | 4:00  |
| 4.  | L'antre ciel ether           | 3:47  |
| 5.  | Chaman acide                 | 3:35  |
| 6.  | Se brûler sûrement           | 3:44  |
| 7.  | Nerf de bœuf                 | 4:32  |
| 8.  | Arômes complexes             | 3:56  |
| 9.  | Derrière la foudre           | 5:15  |
| 10. | We Came to Hold Up Your Mind | 4:18  |

## Crédits
- Mouss Kelai — chant
- Yann Heurtaux — guitare
- Frédéric Duquesne — guitare
- Jamie Ryan — basse
- Raphaël Mercier — batterie
- Eric Canto — artwork et photographie